# Песочинского крахмального завода
Песочинского крахмального завода — посёлок в Путятинском районе Рязанской области. Входит в Песочинское сельское поселение

## География
Находится в северо-восточной части Рязанской области на расстоянии приблизительно 16 км на запад-юго-запад по прямой от районного центра села Путятино на правом берегу реки Пара.

## История
Посёлок возник при крахмальном заводе, одном из местных предприятий, национализированных в 1919 году. Был отмечен на карте 1971 года как поселение с населением приблизительно 40 человек.

## Население
Численность населения: 10 человек в 2002 году (русские 90 %), 2 в 2010.